# Ravanello pallido
Ravanello pallido è un film comico, del 2001, diretto da Gianni Costantino al suo esordio e interpretato da Luciana Littizzetto e Massimo Venturiello.

## Trama
Gemma Mirtilli è un'impiegata di un'agenzia di soubrette a Ferrara. Viene sfruttata 12 ore al giorno, sopportando i capricci delle attrici e le richieste del capo Claudio Pignatti. È fidanzata con Pietro, che la snobba per il biliardo e la pallanuoto; continuamente biasimata per la sua bruttezza, Gemma ha un solo amico, il parrucchiere omosessuale Callisto, che la convince a tingersi i capelli color ravanello pallido.
Un giorno la sua vita cambia radicalmente: Serafino Pace, ex proprietario dell'agenzia in cui lavora Gemma, minaccia Claudio di mandarlo in galera usando prove che lo porterebbero a essere incriminato per vari reati. Per essere sicuro di non subire una controvendetta, Serafino inventa una trovata per rovinarlo: vendere ai mass-media l'immagine della nuova stella del 2000, una certa Gala, in realtà inesistente, in modo che nessuno vorrà più avere a che fare con lui quando la cosa sarà scoperta.
Durante la conferenza stampa in cui dovrebbe confessare l'inesistenza di Gala, succede un imprevisto che fa credere ai giornalisti che la nuova diva sia in realtà Gemma. Claudio coglie la palla al balzo e cerca di sfruttare la situazione, affermando che il sex symbol del nuovo millennio deve essere una donna normale, più vicina alla gente comune. Inizialmente Gemma è impacciata, ma Claudio la convince che la loro è una missione in favore della gente comune che vuole prendersi la propria rivalsa nei confronti dell'inarrivabile mondo dello spettacolo.
Da questo momento Gemma/Gala affronta la cinepresa con un piglio diverso e più sicuro: Claudio le procura 8 milioni per ogni ospitata televisiva e 150 milioni per un calendario erotico. Viene per un attimo sconvolta dalla scoperta della storia d'amore tra Callisto e Pietro, ma reagisce dando un taglio più sexy alla sua immagine e auto-candidandosi alla conduzione del Festival di Sanremo: la trovata ha successo e secondo i sondaggi è ormai lei la più amata dagli italiani.
A questo punto Serafino intima a Claudio di ritirare Gala dalla lista delle papabili conduttrici del festival sanremese, altrimenti farà venire alla luce una torbida vicenda di droga che lo riguarda. L'agente fa credere a Gala che ricatta entrambi, quindi la donna mette in atto una messinscena per controricattare Serafino: lo seduce e lo filma in atteggiamenti provocanti, creando un video da mandare al vescovo. Le falsità di Claudio vengono quindi a galla e, presa dallo sconforto, Gemma abbandona tutto per tornare alla sua vita normale.
Gemma si rende conto di essere rimasta nel cuore della gente comune e decide di imporsi allo sponsor del Festival di Sanremo proponendo delle campagne pubblicitarie interpretate in prima persona e veritiere. Viene scritturata e poco dopo si fidanza con Claudio dopo che questo si dichiara a lei fingendo un suicidio.
Alla fine, tutti quanti in pulmino si dirigono verso Sanremo che sarà condotto da Gemma.